# 高木智見
高木 智見（たかぎ さとみ、1955年 - ）は、日本の中国哲学、歴史学者。山口大学名誉教授。博士（歴史学）（2002年、名古屋大学にて取得）。専門は中国先秦文化史・中国古代思想。

## 経歴
1955年、岐阜県大垣市生まれ。名古屋大学文学部史学科に入学し、東洋史を専攻した。1978年、同大学を卒業。卒業後は同大学大学院文学研究科史学地理学に進んだ。在学中の1979年から1982年まで、文化大革命終結まもない中国へ留学し、天津の南開大学、上海の復旦大学で学んだ。上海では楊寛の知己を得た。1986年、同科を満期退学。
1989年、山口大学人文学部助教授に就いた。2002年、学位論文『先秦の社会と思想 中国文化の核心』を名古屋大学に提出して博士号を取得。2007年に准教授、2010年に教授に昇格。2021年、山口大学を定年退職し、名誉教授となった。

## 著作
著書
- 『先秦の社会と思想 中国文化の核心』創文社 中国学芸叢書 2001
- 『孔子 我,戦えば則ち克つ』山川出版社 世界史リブレット 2013
- 『内藤湖南 近代人文学の原点』筑摩書房 2016

訳書
- 楊寛『中国都城の起源と発展』尾形勇共訳 学生社 1987
- 楊寛『歴史激流楊寛自伝 ある歴史学者の軌跡』西嶋定生監訳 東京大学出版会 1995
- 黄石林, 朱乃誠『中国考古の重要発見』日本エディタースクール出版部 中国文化史ライブラリー 2003
- 鄭振鐸『伝統中国の歴史人類学 王権・民衆・心性』知泉書館 2005
- 朱淵清『中国出土文献の世界 新発見と学術の歴史』創文社 2006

論文
- 「春秋時代の結盟習俗について」『史林』68-6, 史学研究会
- 「楊寛「中国古代史研究法」―「怎様学好祖国的歴史」』『名古屋大学東洋史研究報告』10 1985年
- 「孔子思想の核心と教育」(『山口大学文学会誌』1996年）[6]
- 「湖南史学の特徴」『東アジア文化交渉研究』別冊 2008年 PDF
- 「内藤湖南・梁啓超の設身処地と章学誠の文徳について」『アジア遊学』292 勉誠出版 2023年